# David Florence
David Florence (n. 8 august 1982, Aberdeen, Scoția, Regatul Unit) este un canoist ce a reprezentat Regatul Unit al Marii Britanii și al Irlandei de Nord, medaliat olimpic. A participat la 3 ediții ale Jocurilor Olimpice (2008, 2012, 2016) în care a câștigat 3 medalii de argint.